# Pietrabbondante
Pietrabbondante är en ort och kommun i provinsen Isernia i regionen Molise i Italien. Kommunen hade 707 invånare (2018).